# III. Adad-nirári
III. Adad-nirári (asszír adad-nirārī vagy adad-nārārī) asszír király az i. e. 9–8. század fordulóján, V. Samsi-Adad és Sammuramat fia.
Asszíria V. Samsi-Adad idején átmeneti gyenge periódusba került, a trónra lépését megelőző (i. e. 827–822) belső instabilitás hatása még sokáig fennmaradt. Ráadásul az uralkodó korán meghalt, így a trónon kiskorú fia követte. Adad-nirári kiskorúságát, Sammuramat régensségét és királynőségét néha vitatják, mindenesetre Nergal-eres sztéléje arra mutat, hogy az özvegy anyakirályné használta a királynői címet. Ha azonban Adad-nirári kiskorú volt még i. e. 811-ben, az i. e. 783-as halála alapján ő is viszonylag fiatalon halt meg, negyvenéves kora körül.
Adad-nirári elődeihez hasonlóan kereskedővárost alapított a középső Eufrátesz vidékén, amelynek neve Kár-Adad-nirári lett. A név elején az akkád kárum („rakpart, kereskedelmi telep”) szó rejlik.  Hadjáratokat indított Szíriába, eljutott egészen Egyiptomig, és a Kaszpi-tenger felé a médek ellen. Emellett az apja által elfoglalt Babilonban megszilárdította hatalmát azzal, hogy hazaengedte a Babilonból kitelepítetteket és az onnan elrabolt istenszobrokat.
Sikerei azonban nem voltak teljesek, i. e. 800 körül Menua urartui király betört Asszíriába, és területeket foglalt. Ez volt az első alkalom, hogy Urartu nem csak védekező, hanem támadó hadjáratban is sikeres volt Asszíria ellen. Az északi fenyegetést Adad-nirárinak haláláig nem sikerült felszámolni. Ez azzal az eredménnyel járt, hogy az Asszíria által fenyegetett szíriai királyságok védelmi koalícióba tömörültek, és Urartuval szövetkeztek, és Asszíriát mind a nyugati, mind az északi kereskedelmi útvonalaktól elszigetelték.
A külpolitikai kudarcok hatására Adad-nirári fiának, IV. Sulmánu-asarídunak kellett a belső viszályokkal szembenézni, ami testvére, III. Assur-dán i. e. 772-es trónra kerülése után i. e. 758-ig meghatározta Asszíria lehetőségeit. Valójában csak Adad-nirári harmadik fia, V. Assur-nirári halála után, III. Tukulti-apil-ésarra reformjaival állt helyre Asszíria katonai potenciálja.